# Solara Towers
Las Solara Towers son dos torres de uso residencial ubicadas en la ciudad de Barranquilla, Colombia. La altura de la Torre A y B es de 141,9 metros, ambas con 35 pisos.
 Las dos torres se encuentran dentro de las estructuras más altas de la ciudad.
Estas 2 edificaciones se construyeron a comienzos de la década de 2010, período en la cual la ciudad experimentó un crecimiento en la construcción de edificaciones de gran escala. Su construcción estuvo a cargo de la compañía Constructores Unidos, proyecto que culminó entre 2014 y 2015.
Las torres están situadas en el barrio El Golf, más específicamente en la carrera 57 # 79 - 369.

## Características
Las Solara Towers son dos estructuras sismorresistentes, construidas en hormigón reforzado. Cuentan con vidrios de seguridad, porteros electrónicos, tanques de agua elevado, tanques de reserva de agua subterráneo, plantas de energía eléctrica y tecnologías de videovigilancia IP como el circuito cerrado de televisión (CCTV). También cuenta con otros aspectos como apartamentos tipo penthouse, ascensores de última tecnología, oficinas administrativas, un extenso lobby, baños de vapores tipo sauna y baño turco, además de infraestructuras verdes.